# Yowamushi Pedal
Yowamushi Pedal (弱虫ペダル Yowamushi Pedaru?) es una serie de manga escrita e ilustrada por Wataru Watanabe. Es publicada por la editorial Akita Shoten y comenzó a ser serializada en 2008 en la 12.ª edición de la revista Shukan Shōnen Champion. A partir del 7 de marzo de 2025, han sido publicados 94 volúmenes compilados. Un DVD de anime fue incluido con el volumen 29, publicado el 8 de agosto de 2013, y una adaptación al anime comenzó a ser emitida el 7 de octubre de 2013.
Ha sido premiado como el mejor manga shōnen en la 39.ª edición de los Kodansha Manga Award, premio compartido con la obra Nanatsu no Taizai de Nakaba Suzuki.
El manga es parte de las lista de las Mejores novelas gráficas para jóvenes en su edición de 2017 de la Asociación de Jóvenes Adultos Biblioteca Servicios (YALSA), perteneciente a la American Library Association.

## Argumento
Sakamichi Onoda es un otaku que acaba de entrar en la preparatoria y hace planes para unirse al club de anime. En la escuela secundaria, Onoda no tenía amigos con los que hablar de anime, videojuegos, Akihabara y otras cosas otakus, por lo que tiene la esperanza de hacer buenos amigos en el club de anime, pero se entera de que este ha sido disuelto. Con el fin de restablecer el club, trata de encontrar a otras 4 personas que quieran unirse.
Desde que era un niño pequeño, Onoda ha montado su mamachari ("Mami Bike" en el anime) - una bicicleta voluminosa con un marco pesado- que utiliza principalmente para ir a pasear, para recoger víveres y para ir a Akihabara (que está a 45 kilómetros de su hogar, completando 90 kilómetros en cada visita) para revisar o comprar cosas otakus. Su compañero de primer año, Shunsuke Imaizumi, un ciclista, ve a Onoda escalando un camino empinado con su mamachari.
Shōkichi Naruko visita Akihabara para conseguir algunos modelos de plástico de Gundam para sus hermanos menores cuando de pronto se encuentra con Onoda, quien llamó la atención de Naruko debido a la habilidad de Onoda con su mamachari, y más tarde se entera de que ambos van a la misma escuela. Luego de esto, Naruko trata de convencer a Onoda a unirse al club de ciclismo.

## Personajes

### Miembros de Sohoku
Sohoku es un equipo muy trabajador y es la principal escuela en la historia. Aun cuando los miembros se enfrentan a conflictos internos, están decididos a ganar. Cada miembro del equipo quiere mejorar en su propio camino. La formación que usan puede parecer brutal, pero aumenta drásticamente sus habilidades. Algunos de los eventos que hacen son tradiciones del equipo, como la carrera de bienvenida a los de primer año y el campamento de entrenamiento de 1000 kilómetros utilizado para determinar los que correrían en el Intercolegial.
Sakamichi Onoda (小野田 坂道 Onoda Sakamichi?) Seiyū: Daiki Yamashita
Onoda es el protagonista de la serie y un estudiante de primer año de la escuela preparatoria. Es miembro del Club de Ciclismo de la escuela Sohoku y un especialista en escalada. Onoda es un otaku, es muy tímido y le cuesta mucho hablar por sí mismo, pero desde que Imaizumi le hace un cumplido, su valor fue creciendo y se adentró en el mundo de las bicicletas. A pesar de que no tiene una gran resistencia, es capaz de montar en bicicleta con cadencias muy elevadas, incluso al subir cuesta arriba. Él es un escalador nato y aprende rápido, por lo que fue capaz de aprender la técnica del dancing (baile, en español) en un corto período de tiempo. Para ayudarlo, el capitán del equipo, Kinjō, asignó a Makishima para que trabaje con Onoda en la escalada, por lo que una de las lecciones que le dio este a Onoda es que siempre siga su propio estilo de ciclismo. Durante el campamento de entrenamiento, Kinjō cambió los neumáticos de la bicicleta de Onoda por un par de neumáticos más pesados para ayudarle a aumentar su resistencia y que a la vez aprenda a manejar su palanca de cambios. 
Es probable que Kinjō no le dijera que él fue quien le dio esta desventaja con el fin de ponerlo a prueba y ver si Onoda podía averiguar su forma de ir en bicicleta por sí mismo, aunque tal vez fue para que Makishima se sintiera obligado a ayudarle y así se unieran como compañeros de escalada. Después Onoda es escogido para participar en el Interescolar en donde el primer día de competencia se cae de su bicicleta y ello lo deja en una gran desventaja de lugar, pero aun así no se rinde y llega a alcanzar al resto de su equipo. El segundo día de competencia Tadokoro se queda atrás y Onoda decide ayudarlo a volver en carrera logrando así cumplir con las órdenes de Kinjou e impresionando a Imaizumi por el gran avance que tuvo Onoda. En el tercer y último día de competencia, él es escogido por Imaizumi para que escale y compita por la victoria contra Manami de la academia Hakone. Al principio del enfrentamiento parecía haber una gran superioridad por parte de Manami, pero a medida que avanzaba Onoda hacia hasta lo imposible por alcanzarlo y ganar.
Shunsuke Imaizumi (今泉 俊輔 Imaizumi Shunsuke?) Seiyū: Kōsuke Toriumi
Imaizumi es un estudiante de primer año de la escuela preparatoria y es miembro del Club de Ciclismo de la escuela Sohoku. Es un ciclista todo terreno y un pensador lógico. Su sueño actual es llegar a ser el ciclista más rápido del mundo. Él tiene una gran rivalidad con Naruko, debido a sus habilidades de esprínter y por su actitud en general, y fija a Kinjou como su objetivo, ya que actualmente lo ve como su mayor obstáculo, y Kinjo utiliza esto para convertirse en su mentor y darle un empujón a Imaizumi. Él trata a Onoda amigablemente tanto como a sus otros compañeros de equipo mientras ve su potencial, y quiere ver que tan lejos llegará Onoda en el ciclismo. En el campamento de entrenamiento, Kinjō le quitó su palanca de cambios, por lo que tendría que confiar más en sus capacidades físicas que en sus habilidades técnicas y su capacidad de comprensión.
Shōukichi Naruko (鳴子 章吉 Naruko Shoukichi?) Seiyū: Jun Fukushima
Naruko es un estudiante de primer año de la escuela preparatoria y es miembro del Club de Ciclismo de la escuela Sohoku. Él es un ciclista esprínter de Osaka. Como esprínter, tiene un carácter competitivo y siempre se molesta cuando él y Imaizumi están bloqueados en una carrera y se ve cómo ambos se chocan por ir delante del otro. También sucede lo mismo con su mentor, Tadokoro, a quien a menudo trata de superar en el sprint. En la escuela y cuando entrenan, Naruko es como un hermano para Onoda. Tiende a acompañarlo la mayoría del tiempo, si no todo el tiempo, desde que vio las habilidades de Onoda, y quiere ayudarlo a mejorar como ciclista. En el campamento de entrenamiento, Kinjō reemplazó los mangos de su bicicleta con una barra horizontal estándar para limitar su sprint.

Shingo Kinjō (金城 真護 Kinjō Shingo?) Seiyū: Hiroki Yasumoto
El capitán del Club de Ciclismo, es un estudiante de tercer año de la escuela preparatoria y es un ciclista todo terreno que siempre lleva gafas de sol. Él es el As del equipo. Mientras que parece tener una actitud fría en el ciclismo, Kinjō siempre piensa en su equipo y su potencial antes que nada. Él siempre busca desafiar a su equipo con el fin de llevarlos a ser los mejores. Kinjō quiere poner de manifiesto el potencial y la habilidad de Imaizumi, como su mentor, por lo que mueve a Imaizumi a querer derrotarlo, conociendo que su personalidad competitiva lo motivaría más de lo que lo haría Kinjō.
Yūsuke Makishima (巻島 裕介 Makishima Yūsuke?) Seiyū: Showtaro Morikubo
Makishima es un estudiante de tercer año de la escuela preparatoria y es miembro del Club de Ciclismo de la escuela Sohoku. Se lo conoce como la "Araña de la Cima" debido a su técnica de baile inusual en la bicicleta. Cuando Onoda, quien es su aprendiz en escalada, intenta copiar esto, Makishima le dice que es más importante que aprenda su propio estilo en vez de tratar de imitar un estilo que es incómodo. Tōudōu piensa que cuando Makishima sonríe, es espeluznante y aterrador.
Jin Tadokoro (田所 迅 Tadokoro Jin?) Seiyū: Kentarō Itō
Tadokoro es un estudiante de tercer año de la escuela preparatoria y es miembro del Club de Ciclismo de la escuela Sohoku. Un hombre bastante grande, con un gran apetito. A pesar de su tamaño, es un ciclista esprínter. Él es cariñosamente llamado "Viejo" por Naruko, quién es su aprendiz. Tadokoro también es mentor de Teshima y Aoyagi después de ver lo mucho que han tenido que luchar durante su primer año.
Junta Teshima (手島　純太 Teshima Junta?) Seiyū: Daisuke Kishio
Teshima es un estudiante de segundo año de la escuela preparatoria y es miembro del Club de Ciclismo de la escuela Sohoku. Él es un ciclista todo terreno. Es un chico alegre y extrovertido y es bueno bloqueando el paso. A pesar de ser un ciclista poco talentoso, él trabaja muy duro junto a su compañero de segundo año, Aoyagi, para tratar de llegar al Intercolegial usando su trabajo en equipo. En el campamento de entrenamiento se voló las piernas durante el final del tercer día en un intento de derrotar a Naruko, Imaizumi y Onoda y no pudo completar el requisito de los 1000 kilómetros.
Hajime Aoyagi (青八木 一 Aoyagi Hajime?) Seiyū: Yoshitsugu Matsuoka
Aoyagi es un estudiante de segundo año de la escuela preparatoria y es miembro del Club de Ciclismo de la escuela Sohoku. Él es un ciclista todo terreno. Es un chico tranquilo con un buen ritmo en ciclismo. Mientras que él se considera el menos talentoso, trabaja con Teshima y diseñan un plan para llegar al Intercolegial juntos. En una carrera de sprint para derrotar a Naruko, Imaizumi y Onoda, sobre esforzó sus piernas, por lo que se vio obligado a retirarse de completar los 1000 kilómetros en el campamento de entrenamiento.
Terufumi Sugimoto (杉元 照文 Sugimoto Terufumi?) Seiyū: Kōki Miyata
Es un estudiante de primer año de la escuela preparatoria y es miembro del Club de Ciclismo de la escuela Sohoku. Un autoproclamado "experimentado ciclista" de tres años, que a menudo da consejos a los demás ciclistas de primer año. Sus habilidades reales en una bicicleta son cuestionables en comparación con las de los demás, aunque él no parece tener el talento puro que Naruko y Imaizumi tienen o la motivación para superar retos que Onoda tiene. Sugimoto no pudo completar el requisito de los 1000 kilómetros en el campamento de entrenamiento porque no quería ir en bicicleta debajo de la lluvia.

### Miembros de Hakone
En la Academia Hakone tienen un equipo bien construido que dice estar compuesto por seis ases, con muchos más en reserva. El Club de Ciclismo de la Academia Hakone es el más grande del país. Como resultado de ello, el equipo tiene un proceso de selección muy difícil. Todos los miembros del club hacen una carrera entre ellos por el honor de llevar el maillot del equipo en el Intercolegial. Sólo los ganadores de cada grupo (de la A a la F) van a participar del Intercolegial. Los grupos a menudo se dividen en especialidades, por lo que tendrán un máximo de 3 todo terrenos, hasta 2 esprínteres y 2 escaladores.
Sangaku Manami (真波 山岳 Manami Sangaku?) Seiyū: Tsubasa Yonaga
Un estudiante de primer año y miembro del Club de Ciclismo de la Academia Hakone. Casi siempre se lo ve en su uniforme escolar o en su traje de ciclismo. Él es muy relajado y se deja llevar fácilmente por todo. Manami también tiene la costumbre de llegar tarde a la escuela y se distrae fácilmente andando en bicicleta por las montañas. Como escalador, él pone la naturaleza de su lado usando el viento para superar a sus competidores.
Jinpachi Tōudōu (東堂　尽八 Tōdō Jinpachi?) Seiyū: Tetsuya Kakihara
Tōudōu es un estudiante de tercer año y es miembro del Club de Ciclismo de la Academia Hakone. Siempre usa una banda en su cabeza y también posa para las chicas, ya que él dice ser el más lindo del equipo. En su primer encuentro con Makishima, este le dijo que el uso de una banda en la cabeza le quedaba feo. Él tiene una personalidad alegre, pero también puede llegar a ser muy serio cuando escala en las carreras de ciclismo. Tōudōu llama a Makishima por el apodo de "Maki-chan".
Juichi Fukutomi (福富　寿一 Fukutomi Juichi?) Seiyū: Tomoaki Maeno
Un estudiante de tercer año y miembro del Club de Ciclismo de la Academia Hakone. Es el capitán del equipo. Él tiene generalmente una expresión seria, por lo que tiene el apodo de "máscara de hierro". Tiene ojos negros afilados y una nariz fina. Es el miembro más alto de su equipo.
Hayato Shinkai (新開　隼人 Shinkai Hayato?) Seiyū: Satoshi Hino
Hayato es un estudiante de tercer año y es miembro del Club de Ciclismo de la Academia Hakone. A menudo se lo representa con una barra de potencia en la boca o de golpe haciendo una pose de "bakyun" como su firma.
Yasutomo Arakita (荒北　靖友 Arakita Yasutomo?) Seiyū: Hiroyuki Yoshino
Un estudiante de tercer año y miembro del Club de Ciclismo de la Academia Hakone. Arakita solía ser un jugador de béisbol con un futuro brillante, pero fue incapaz de continuar por este camino debido a una lesión en el codo. Tras sentirse cansado y decepcionado, decidió ir a la Academia Hakone, una escuela sin un club de béisbol. Estaba enfadado con todo el mundo y acabó atacando a Fukutomi cuando se conocieron. Fukutomi introdujo a Arakita al mundo del ciclismo, y después de un comienzo difícil, Arakita encontró su pasión por el ciclismo. Se convirtió en un ciclista experto, aunque bastante imprudente, que funciona bien combinando sus habilidades con Fukutomi. Durante el primer Intercolegial, trabajó como ayudante de Fukutomi. Después de graduarse, comenzó a asistir a la Universidad Yonan, donde se unió al club de ciclismo junto con Kinjō, de Sohoku.  
Touichirou Izumida (泉田　塔一郎  Izumida Touichirou?) Seiyū: Atsushi Abe
Izumida es un estudiante de segundo año y es miembro del Club de Ciclismo de la Academia Hakone. Es el as esprínter del equipo. Él usa sus abdominales para impulsarse hacia adelante. Sus abdominales son nombrados Andy & Frank, y reaccionan a las situaciones peligrosas como una advertencia/reflejo, como se demostró cuando Frank se tensó en reacción a los conos que cayeron en la pista y Andy aparentemente le permitió frenar un poco para evitar chocarlos. Izumida es conocido por sus largas pestañas, así como por su cuerpo muy tonificado, que es el resultado de un largo entrenamiento con pesas que hizo como preparación para el Intercolegial. Sacrificó su rendimiento en otras carreras de ruta para crear el "cuerpo perfecto", específicamente para esta competencia.
Yukinari Kuroda (黒田　雪成 Kuroda Yukinari?) Seiyū: Kenji Nojima
Un estudiante de segundo año y miembro del Club de Ciclismo de la Academia Hakone. Kuroda es un escalador. Durante su segundo año, compitió en una carrera de escalada contra Manami por el último cupo del club para ir al Intercolegial, pero perdió contra este.

### Miembros de Kyoto Fushimi
Kyoto Fushimi, o Kyofushi, es el tercer equipo de ciclismo de la serie. El equipo fue construido en su mayoría por ciclistas todo terrenos y nunca ha sido un equipo excepcional. Nunca se los muestra en entrenamientos o prácticas, pero los otros equipos dicen que ellos estaban mucho mejor en años anteriores.
Akira Midousuji (御堂筋　翔 Midousuji Akira?) Seiyū: Kōji Yusa
Midousuji es un estudiante de primer año y es miembro del Club de Ciclismo de la secundaria Kyoto Fushimi. Él es el as del equipo y es la única persona que ha derrotado a Imaizumi. Es inusualmente alto y tiene extremidades excepcionalmente largas. Tiene ojos grandes y oscuros y los dientes particularmente cuadrados. A él le gusta mostrar sus dientes perfectamente rectos y llamar a las cosas "asquerosas". Midousuji tiene una personalidad un tanto sádica, ya que constantemente intenta provocar a otros angustia emocional con el fin de lograr sus objetivos. Él parece disfrutar especialmente de acosar a Imaizumi, pero cualquier persona que compita contra él se convierte en el blanco de sus juegos mentales.
Koutarou Ishigaki (石垣　光太郎 Ishigaki Koutarou?) Seiyū: Hirofumi Nojima
Un estudiante de tercer año y miembro del Club de Ciclismo de la secundaria Kyoto Fushimi. Él es el capitán del equipo y era el as originalmente, antes de la llegada de Midousuji al club.
Nobuyuki Mizuta (水田 信行 Mizuta Nobuyuki?) Seiyū: Chihiro Suzuki
Nobuyuki es un estudiante de segundo año y es miembro del Club de Ciclismo de la secundaria Kyoto Fushimi. Apareció por primera vez cuando Midousuji lo manda a Chiba para averiguar qué escuela representaría a ese distrito en el Intercolegial. Se lo reconoce fácilmente por sus frenillos.
Tomoya Ihara (井原　友矢 Ihara Tomoya?) Seiyū: Yukitoshi Kikuchi
Un estudiante de tercer año y miembro del Club de Ciclismo de la secundaria Kyoto Fushimi. En años anteriores era conocido por ser un esprínter. Ihara usualmente cuestiona el que los medios que usa Midousuji sean los mejores para el avance del club, y recibe una paliza a causa de ello.
Yamaguchi (山口 Yamaguchi?) Seiyū: Yuta Odagaki
Yamaguchi es un estudiante de segundo año y es miembro del Club de Ciclismo de la secundaria Kyoto Fushimi. A menudo es tranquilo y escucha las instrucciones, pero suele responder con un "sí" a las órdenes de Midousuji. Él es la única persona pecosa en la serie.
Tsuji (辻 Tsuji?) Seiyū: Katsuhiro Tokuishi
Un estudiante de tercer año y miembro del Club de Ciclismo de la secundaria Kyoto Fushimi. Él trata de intervenir y detener a Midousuji antes de que este golpee a Tomoya, hasta que Koutarou le impide hacerlo.

### Otros
Toji Kanzaki (寒咲　通司  Kanzaki Toji?) Seiyū: Junichi Suwabe
Es el hermano mayor de Miki y el excapitán del Club de Ciclismo de Sohoku. Él era un esprínter. Dirige su tienda familiar de bicicletas y ayuda al Sohoku proporcionando sus bicicletas y soporte de emergencia. 
Miki Kanzaki (寒咲 幹 Kanzaki Miki?) Seiyū: Ayaka Suwa
Miki es una estudiante de primer año en la escuela Sohoku y es la gerente del Club de Ciclismo. Teniendo en cuenta que su familia es propietaria de una tienda de bicicletas, ella se ha expuesto al mundo de las bicicletas y al ciclismo en carretera desde que era muy joven. Miki es muy apasionada acerca de cualquier cosa que tenga que ver con los deportes.
Aya Tachibana (橘　綾  Tachibana Aya?) Seiyū: Megumi Han
Aya es una estudiante de primer año en la escuela Sohoku y es la mejor amiga de Miki. Ella es miembro del club de tenis y siempre cuestiona las habilidades de Onoda con las bicicletas.
Mr. Pierre (Mr.ピエール Mr. Pierre?) Seiyū: Kenyuu Horiuchi
Un miembro del personal de Sohoku y asesor del Club de Ciclismo. Él aparece por primera vez durante la carrera de los de primer año, y más tarde le da consejos a Onoda sobre cómo ganar resistencia adicional.
Miyahara (宮原 Miyahara?) Seiyū: China Kitahara
Miyahara es una estudiante de primer año de la Academia Hakone y es la presidenta de la clase de Manami. Ella está enamorada de él, pero no entiende por qué él siempre antepone el ciclismo y las carreras en carretera ante todo.
Kotori Himeno ( Himeno Kotori?) Seiyū: Yukari Tamura
La protagonista principal del anime favorito de Onoda, "Love Hime". Cada vez que tiene que aumentar su cadencia para ir más rápido, Onoda comienza a cantar el tema de apertura.

## Anime

### · Temporada
La serie de televisión se estrenó el 7 de octubre de 2013. Los episodios de la serie se transmiten simultáneamente con subtítulos en inglés, español y portugués por Crunchyroll bajo el nombre de "Yowapeda" para Estados Unidos, Canadá, el Caribe, África del Sur, América Central y América del Sur. La primera temporada del anime explica cómo Onoda Sakamichi se involucra en el deporte de las carreras de bicicletas y cómo participa en la carrera del Intercolegial durante su primer año de escuela secundaria. La primera temporada dura 38 episodios.
Temas de apertura
- "Reclimb" por ROOKIEZ is PUNK'D (episodios 1–12)
- "Yowamushi na Honoo" por DIRTY OLD MEN (episodios 13–25)
- "Be As One" por Team Sōhoku (episodios 26–38)

Temas de cierre
- "Kaze wo Yobe" por Under Graph (episodios 1–12)
- "I'm Ready" por AUTRIBE & DIRTY OLD MEN (episodios 13–25)
- "Glory Road" por Team Hakone Gakuen (episodios 26–38)

### · Temporada 2: Grande Road
Comenzó en octubre de 2014. La segunda temporada continúa donde quedó la primera temporada y sigue a Onoda, Naruko y Imazumi y cómo el trío continúa participando en el Interescolar. Con una duración de 24 episodios.
Temas de apertura
- "Determination" por LASTGASP - GRANDE ROAD (episodios 1 - 12)
- "Remind" (リマインド Rimaindo) por ROOKiEZ is PUNK'D - GRANDE ROAD (episodios 13 - 24)

Temas de cierre
- "Realize" (リアライズ Riaraizu) por ROOKiEZ is PUNK'D - GRANDE ROAD, (episodios 1-12)
- "Eikō e no Ichibyō" (栄光への一秒, "One Second to Glory") por MAGIC OF LiFE - GRANDE ROAD (episodios 12 - 24)

### · Temporada 3: New Generation
Se estrenó el 10 de enero de 2017. La Historia continúa donde quedó en la temporada anterior tras los sucesos del interescolar. Consta de 25 episodios de duración.
Temas de apertura
- "Cadence" (ケイデンス) por Takaaki Natsushiro (episodios 1 - 12)
- "Transit" por Takaaki Natsushiro (episodios 13 - 25)

Temas de cierre
- "Now or Never" (ナウオアネバー) por YouthK Saeki(佐伯ユウスケ) (episodios 1 - 12)
- "Takai Tokoro" por YouthK Saeki(佐伯ユウスケ) (episodios 13 - 25)

### · Temporada 4: Glory Line
En enero de 2018 da comienzo la cuarta temporada del anime, en TV Tokyo del mismo modo y horario que las anteriores. Contará con 25 episodios.
Temas de apertura
- "Boku no Koe" por Rhythmic Toy World (episodios 1 - 12)
- "Dancing" por YouthK Saeki (episodios 13 - 25)

Temas de cierre
- "Carry the Hope" por THE HIGH CADENCE (Cv. Daiki Yamashita, Kousuke Toriumi, Jun Fukushima, Daisuke Kishio, Yoshitsugu Matsuoka y Hiro Shimono) (episodios 1 - 12)
- "Over the Limit" por Route 85 (Cv. Atsushi Abe, Kenji Nojima, Mamoru Miyano, Daisuke Ono, Tsubasa Yonaga y Yūma Uchida) (episodios 13 - 25)